# Félix Eduardo Astudillo
Félix Eduardo Astudillo (San Juan, 4 de julio de 1925-ibídem, 31 de mayo de 2018) fue un político argentino, miembro de la Unión Cívica Radical Intransigente, que se desempeñó como senador nacional por la provincia de Santa Fe entre 1963 y 1966.

## Biografía
Nació en la ciudad de San Juan, mudándose a la ciudad de Santa Fe donde asistió al colegio, graduándose de técnico químico.
En política, comenzó a participar en la juventud de la Unión Cívica Radical y luego adhirió a la Unión Cívica Radical Intransigente (UCRI). Ejerció cargos en la juventud del partido, presidió el comité del Departamento La Capital y fue convencional.
En 1958 fue elegido diputado provincial por el Departamento La Capital, ocupando una banca hasta abril de 1962 cuando las legislaturas provinciales fueron disueltas por el presidente José María Guido. Allí presidió la comisión de Presupuesto y Cuentas, y el bloque de diputados de la UCRI desde 1961.
En las elecciones provinciales de 1961 había sido elegido senador provincial, sin poder asumir por la anulación de los comicios en marzo de 1962.
En las elecciones al Senado de 1963, senador nacional por la provincia de Santa Fe. Fue miembro de la comisión de Energía y Combustibles.
En 1963, junto a su par santafesino Miguel Salmén y el sanluiseño Miguel Ángel Bernardo, presentaron proyecto que declaraba como «prioridad esencial» de la acción estatal «la lucha contra la desocupación y la carestía de vida». Entre los instrumentos propuestos, se establecen precios básicos para la canasta familiar. El incremento de las inversiones era considerado como la «llave» para asegurar el «pleno empleo» y mejorar la distribución del ingreso. En junio de 1965, los mismos tres senadores presentaron un proyecto de declaración, en el cual rechazaba la ocupación por parte de Estados Unidos de la República Dominicana —calificándola como un «acto de injustificada agresión»— y expresándose en contra de la actitud del gobierno argentino en la Organización de los Estados Americanos.
No pudo terminar su mandato en el Senado de la Nación, que se extendía hasta 1969, por el golpe de Estado del 28 de junio de 1966.
Falleció en mayo de 2018, siendo sus restos inhumados en la ciudad de Santa Fe.